# スパルタクス
スパルタクス（ラテン語: Spartacus、生年不詳 - 紀元前71年）は、共和政ローマ期の剣闘士で、「スパルタクスの反乱」と称される第三次奴隷戦争の指導者。
紀元前73年、仲間の剣闘士とともに南イタリアのカプアの剣闘士養成所を脱走してヴェスヴィウス山に立て籠もり討伐隊を撃退、さらに近隣の奴隷たちが反乱に加わって数万から十数万人の群衆に膨れ上がり、紀元前72年には執政官の率いるローマ軍団を数度にわたって打ち破ってイタリア半島を席巻。しかし紀元前71年にクラッススの率いる軍団によってイタリア半島南端部に封じ込められ、クラッススとの決戦に敗れた奴隷反乱軍は全滅し、スパルタクス自身も戦死した。近現代になると再評価され、カール・マルクスは「古代プロレタリアートの真の代表者」と評した。

## 生涯

### 出自と人物
1世紀の歴史家プルタルコスはスパルタクスの出自をトラキアの遊牧種族とし、勇気と力があるだけでなく、知恵があり温和な性格で出身民族よりもギリシャ人に似ていたと伝えている。2世紀の歴史家アッピアヌスはトラキアに生まれ、ローマ軍の兵士となるが捕虜となり、剣闘士に売られたと記し、同じ2世紀のフロルスはやや詳細にトラキア人傭兵から兵士となり、逃亡して盗賊になり、そしてその強さから剣闘士となったと述べている。
プルタルコスはスパルタクスの出身をtū Maidikiū genūsと記している。これは従来では「遊牧種族」の意味として捉えられており、碑文や出土品にスパルティコ、スパルトコスといった似た名前の人物がいるロドピ山麓のベッシ族とする説が有力だったが、ドイツの歴史学者ツィーグラーが当時のトラキアには遊牧民は存在せず、これはトラキアの部族名のマイドイ族（メディ族）の意味であると主張して有力になった。一方で、これを史料の改竄として批判する意見も出されており、歴史学者トドロフはローマの兵士となったとのアッピアヌスの記述を元に、当時ローマに頑強に抵抗していたメディ族出身はありえず、同盟関係にあったオデュルサエ族出身説を提起した。
19世紀のドイツの歴史家モムゼンは、ボスポラス王国のスパルトキダイ家にスパルタクスと類似した名前が存在することから、王族の子孫であるとする説を唱えた。ツィーグラーもその資質から指導者階級の出で、騎士的伝統を身につけていたと推測した。この説に対してはローマを苦しめた指導者が卑賤な出身であって欲しくないという心情から出たもので、名前が似ているだけで論証がなにもないとの批判を受けている。

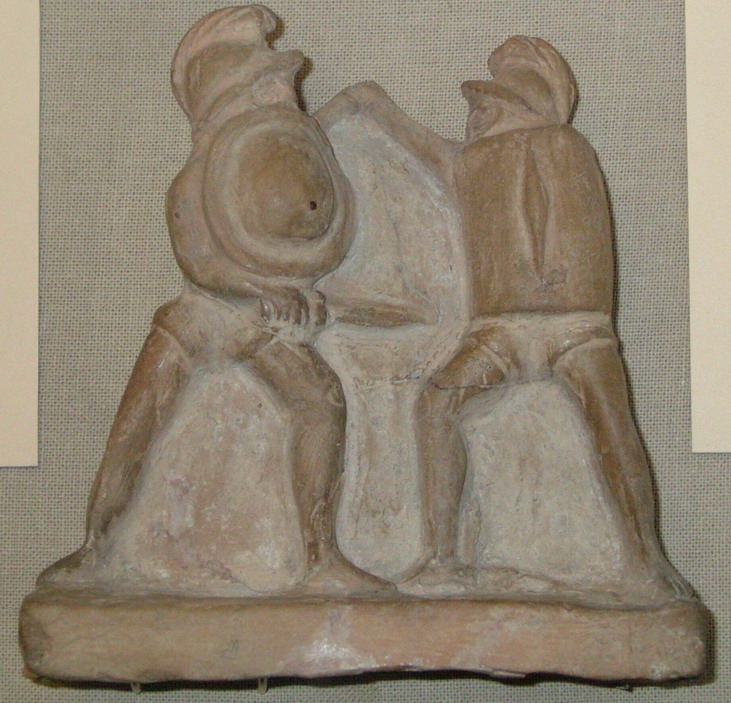
重装闘士（左）とトラキア闘士（右）の試合。ギリシアの陶器。

ベッシ族出自説を採る研究者は、スパルタクスはミトリダテス戦争においてポントス王国側の傭兵として参戦し、この過程でローマ側の捕虜となって補助兵として仕え、そののち逃亡したとしている。オデュルサエ族出自説の場合は、この部族がローマとの同盟関係にあったことから、補助兵となったことは容易に説明がつき、その後に何らかの理由で逃亡し盗賊（または反ローマ闘争）になったことになる。メディ族出自説の場合は、メディ族もポントス王ミトリダテス側だったので、スパルタクスもポントス王国側の傭兵となって戦い、その後の講和の成立によってローマ軍の補助兵となったが逃亡して反ローマ闘争を続け、敗れて捕虜になり剣闘士に売られたことになる。
いずれの出自説を取るにせよ、最終的にローマの奴隷となったスパルタクスは、南イタリアのカンパニア地方のカプアにあるレントゥルス・バティアトゥスなる興行師（ラニスタ）が所有する剣闘士養成所に属した。トラキア出身のスパルタクスは幾つかある剣闘士の種類の内のトラキア闘士と呼ばれるスタイルの剣闘士だったと推測されるが、彼の剣闘士としての戦歴について古典史料は何も語っていない。
スパルタクスの生年についても不明だが、研究者たちはその指導力や行動から反乱を起こした時には35歳から40歳程度であったと推測している。一方で、当時の剣闘士は20代前半がほとんどで、30代になるまでに木剣拝受者となって引退するか闘技場で死んでいるので、スパルタクスも20代の青年であったとする見方もある。
プルタルコスはスパルタクスと同族の女予言者の話を伝えており、ディオニューソスの秘儀によって霊感を受けた彼女は、スパルタクスが偉大な恐るべき勢力となるが、やがては不幸な結末を迎えると予言したという。この女予言者は蜂起開始の際にスパルタクスと同じ建物にいて、伴に剣闘士養成所を脱走したと記述されており、現代の研究者の中にはこの女性は実在し、スパルタクスの妻であったと主張する者もいる。

### 蜂起

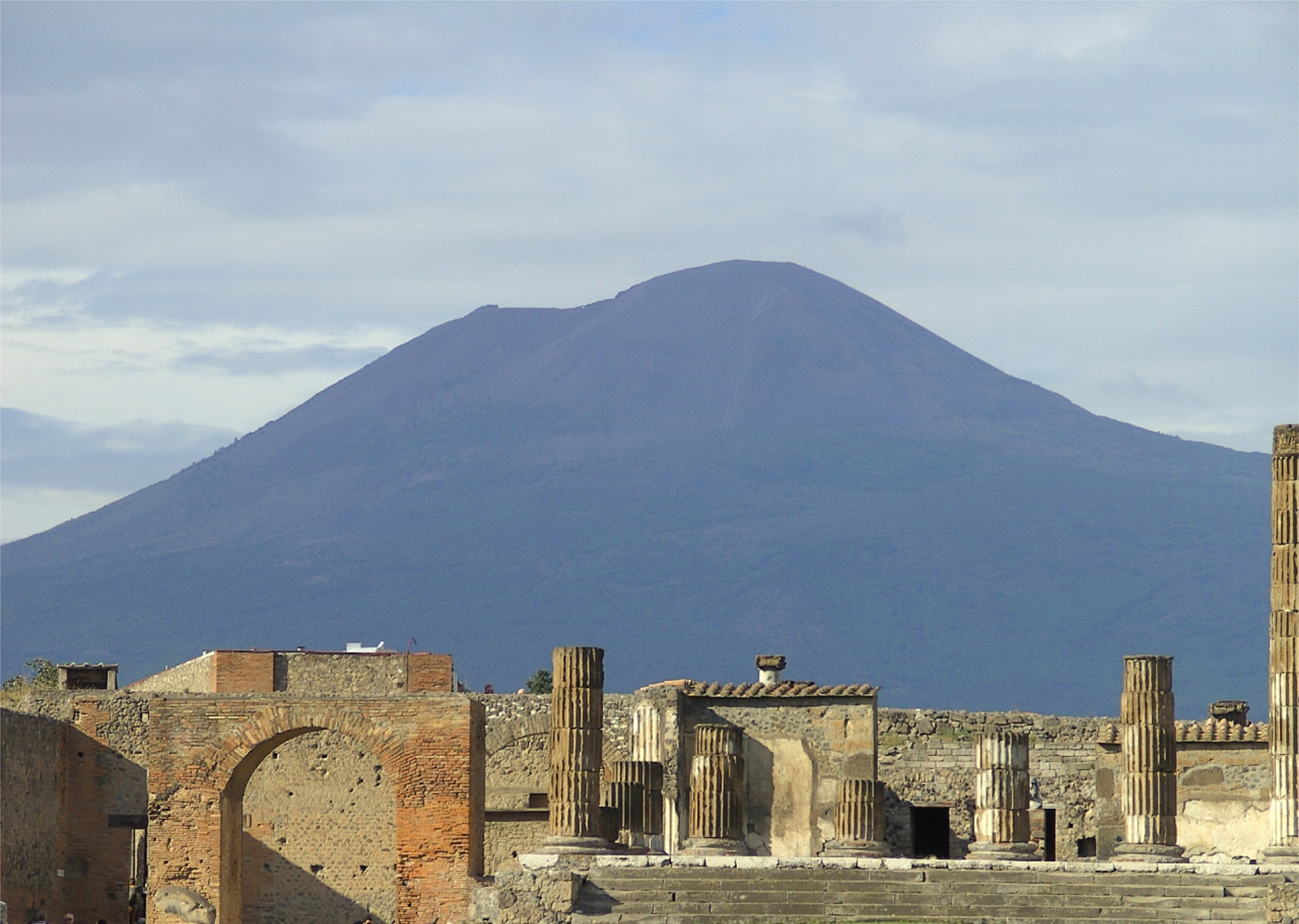
ポンペイ遺跡から見たヴェスヴィウス山

バティアトゥス養成所にはガリア人とトラキア人の剣闘士が多く所属していたが、興行師は邪な考えを持って彼らをひとつ所に押し込めていた。紀元前73年、約200人の剣闘士たちが脱走を計画したが、密告によって露見してしまい、このうちのおよそ70人が養成所を脱走し、武器を奪って武装化しヴェスヴィウス山に立て籠もった。剣闘士たちはガリア人のクリクススとオエノマウスそしてスパルタクスを彼らの指導者に選んだ。 古代の歴史家アッピアヌスはスパルタクスが指導者であり、他の2人はその部下であるとしているが、リウィウスやオロシウスは3人は同等の指導者であったことを示唆している。近隣の奴隷もスパルタクスらの反乱軍に加わり、その規模は拡大していった。

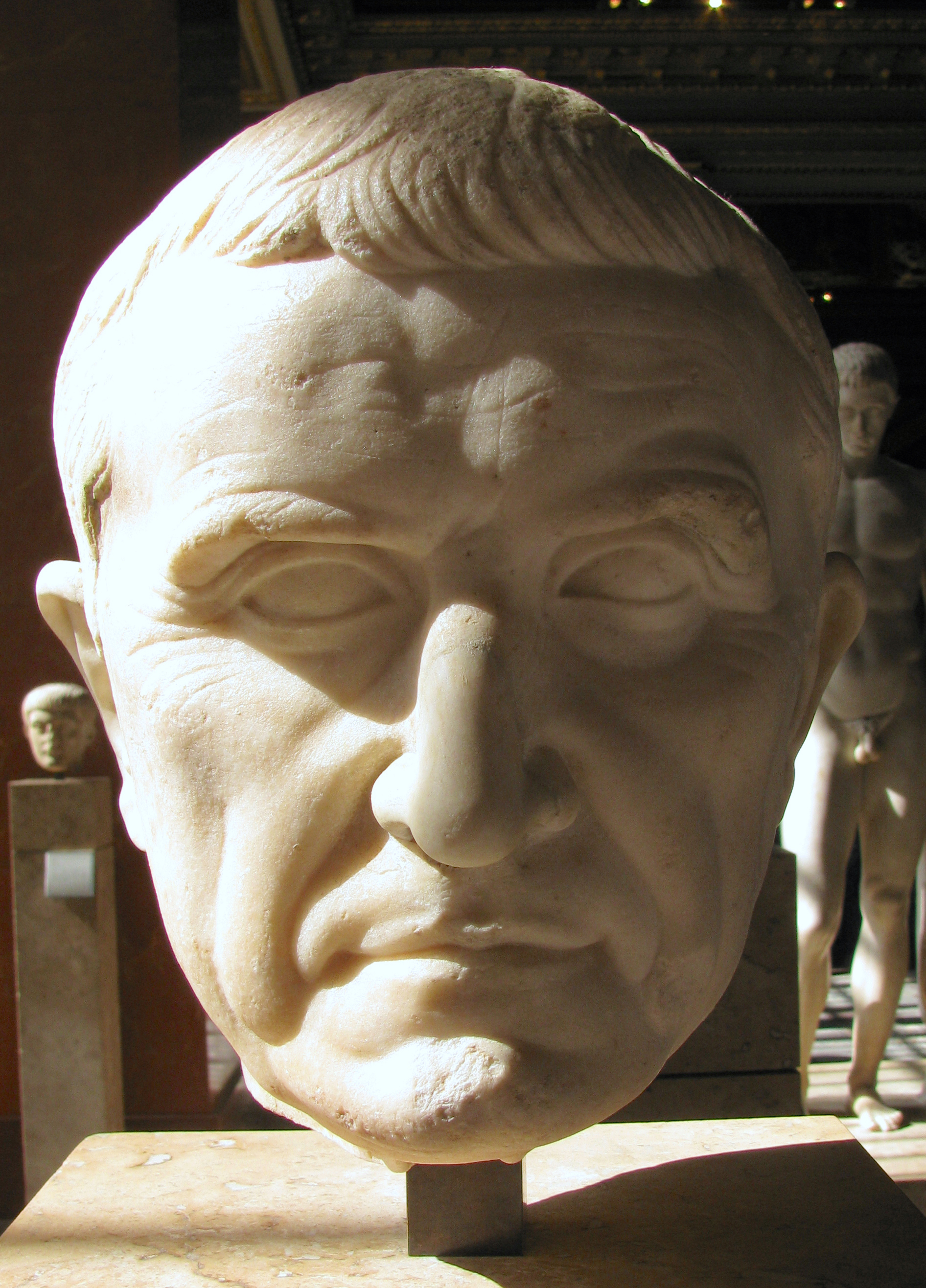
マルクス・リキニウス・クラッスス

元老院は、最初に法務官のグラベル、次いでウァリニウスを討伐に派遣するが、スパルタクスはこれを相次いで撃退した。数万人に膨れ上がった反乱軍は南イタリアの幾つかの都市を略奪・占領して冬を越し、紀元前72年に北上を開始した。プルタルコスはアルプスを越えて奴隷たちを故郷へ帰すことが反乱軍の目的であったとする一方、アッピアヌスやフロルスはローマ進軍が彼らの目的であったとしている。アッピアヌスは反乱軍の軍紀が厳正であったことを伝えており、スパルタクスは略奪品を平等に分配し、金銀の個人的な所有を禁じていた。またサッルスティウスに拠れば、スパルタクスは無用な暴行と略奪といった逸脱行為を禁じたという。
この年任ぜられていた2人の執政官、レントゥルスとゲッリウスが率いる正規のローマ軍団が差し向けられ、反乱軍側はクリクススの率いる別動隊3万人が殲滅された。この後、スパルタクスはこれら2人の率いるローマ軍団を撃破した。スパルタクスは戦死したクリクススの霊を弔うために、ローマ兵の捕虜300人に剣闘士試合をさせその犠牲に捧げた。スパルタクスの率いる反乱軍は北イタリアに到達したが、何らかの理由によって彼らはアルプス越えを行わず、スパルタクスは軍を反転させて再び南イタリアへと向かった。
元老院はレントゥルスとゲッリウスから軍権を剥奪して、新たに法務官に選出されたクラッススに反乱鎮圧を委ねた。紀元前71年、スパルタクスの反乱軍は一度はクラッススの軍団を撃破したが、やがてイタリア半島最南端のカラブリア地方の都市レギウム（現在のレッジョ・ディ・カラブリア）にまで追い込まれてしまう。過去2度の奴隷戦争の舞台となったシキリアへの奴隷反乱の拡大を企図して兵の派遣を目論み、キリキア海賊に渉りを付けてシキリアへの渡航契約が成立したものの、海賊はスパルタクスから贈物だけをせしめて、約束の日に姿を現すことはなかった。
クラッススは包囲網を狭めており、陸峡にまたがる長城を建設して反乱軍の補給を絶ち、奴隷たちは飢えに苦しめられた。元老院がヒスパニアから帰還したポンペイウスの軍団を反乱鎮圧に差し向けることを決定すると、スパルタクスは長城を強行突破して脱出を図った。ガンニクスとカストゥスの別動隊がクラッススの軍団に捕捉殲滅されたが、スパルタクスは兵の向きを変えて追撃してきたローマ軍の騎兵集団を撃破する。だが、この勝利によって兵たちが思い上がり、ローマ軍と戦うことを指揮官たちに強制しようとした。さらにスパルタクスの故郷のトラキアでの反ローマ闘争が鎮圧され、マケドニアからルクッルスの軍団がブルンディシウムに到着したと知ったスパルタクスはあらゆることに絶望し、クラッススの軍団との決戦を決めた。

### 最期

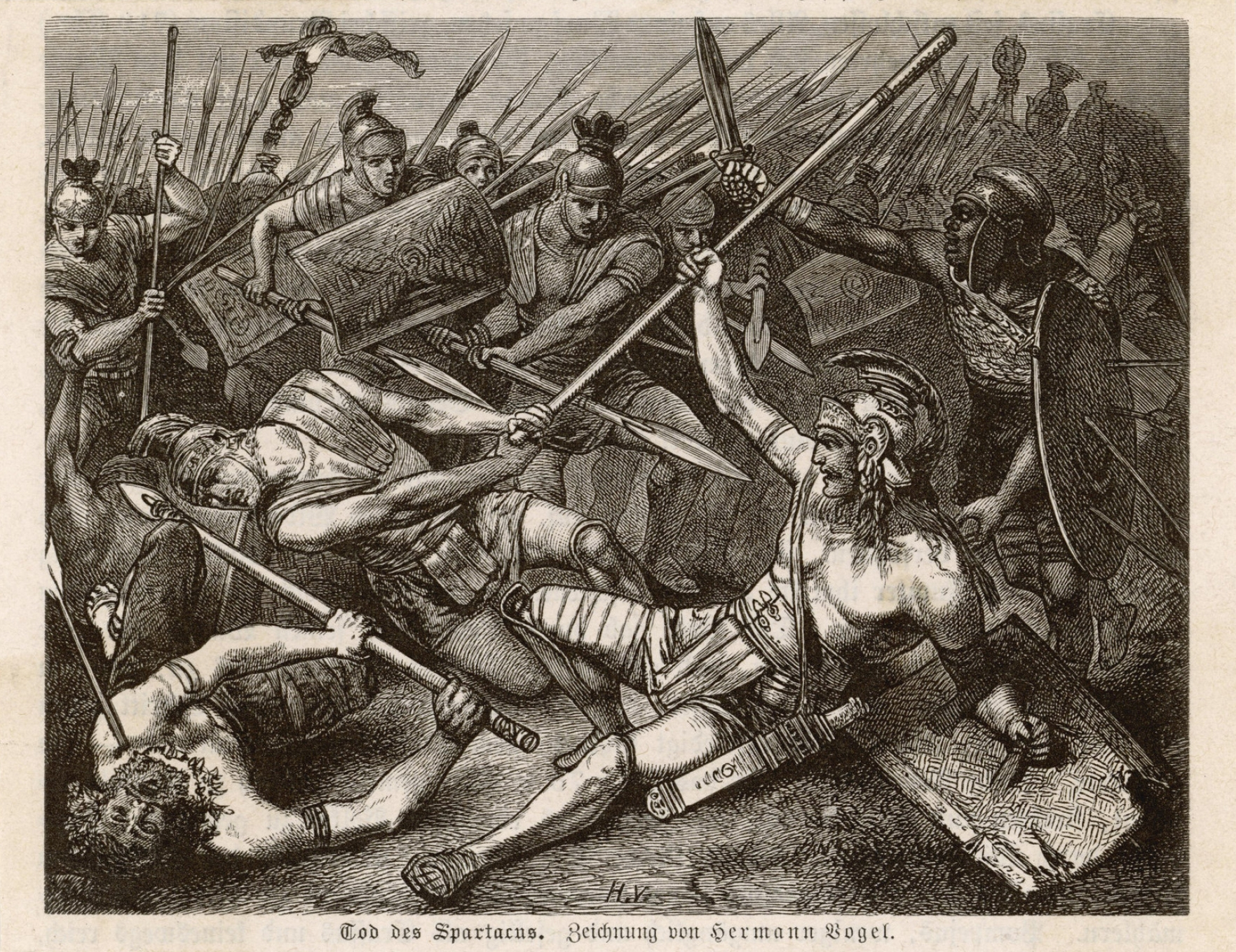
『スパルタクスの最期』（ヘルマン・フォーゲル画、1882年

現存する古典史料は、スパルタクスとクラッススとの最後の戦場の場所を明確にしておらず、その断片的な記述からルカニア、アプリアそしてブルッテイウム（現在のカラブリア）のいずれかの場所と推定され、オロシウスの「スパルタクス軍はシラルス川の水源に陣営を張った」との記述によってシラルス川の戦いと呼ばれている。
プルタルコスの伝えるところによれば、スパルタクスは決戦を前に自らの馬を引き出させて斬り捨て、「勝てば馬は幾らでも手に入る。負ければもう必要ない」と言い放って歩兵として戦いに加わったという。スパルタクスはクラッススをめがけて押し進んだが叶わず、小隊長2人を殺し、仲間たちが逃げ惑う中も戦場に踏みとどまり、多くのローマ兵に取り囲まれて遂に斃れた。
アッピアヌスは「敵に包囲され槍で突かれて腿に傷を負い跪きながらも楯を前に掲げて戦い続けた」と伝えており、この戦場描写はポンペイ遺跡から発掘されたこの戦いを描いた壁画とも一致している。フロルスは「スパルタクスは将軍になったかのように勇敢に前線で戦った」と述べている。スパルタクスの死体は発見できなかった。
リウィウスによればこの戦いで反乱軍側は6万人が殺されたという。クラッススは捕虜6千人をローマからカプアに至るアッピア街道沿いに十字架に磔にした。第三次奴隷戦争の鎮圧後、古代ローマ時代に2度と大規模な奴隷による反乱が起こることはなかった。

## 評価
小プリニウスは、ローマ社会の退廃を嘆く文章の中で、スパルタクスが軍中の金銀の私有を禁じた話を想起して「逃亡奴隷にして、その心情の偉大さに顔色なからしむる」と述べた。フロンティヌスは著作の『戦術論』でスパルタクスを窮乏と困難に耐える人物で、その戦術は彼の知る全ての将軍に勝ると評価している。
スパルタクスは古代ローマ人からは「ローマの敵」と見なされたため、悪名が語り継がれ、中世には忘却されたが、18世紀の啓蒙主義時代以降に再評価され、とりわけカール・マルクスをはじめとする社会主義者・共産主義者から高く評価されるようになり、抑圧からの解放を求める労働者階級の偶像となった。スパルタクスの歴史的評価の詳細に関しては第三次奴隷戦争#評価を参照のこと。

## スパルタクスを題材とした作品
小説
- 『スパルタクス』（1951年、ハワード・ファスト著、村木淳訳、三一新書）
- 『剣闘士スパルタクス』（2004年、佐藤賢一著、中央公論社）

漫画
- 『反逆せよ』（2022年） - ：川田(5月2日、ジャンプGIGAに掲載)

バレエ
- 『スパルタクス』（原題 Спартак、1956年） - 作曲アラム・ハチャトゥリアン

映画
- 『剣闘士スパルタカス』（原題 Spartaco、1953年） - 監督：リカルド・フレーダ、主演：マッシモ・ジロッティ
- 『スパルタカス』（原題 Spartacus、1960年） - 監督：スタンリー・キューブリック、主演：カーク・ダグラス。上記ハワード・ファストの小説を映画化。
- 『スパルタクス』（1976年、ソ連）

バレエ映画
テレビドラマ
- 『スパルタカス』（原題 Spartacus、2004年） - 主演：ゴラン・ヴィシュニック
- 『スパルタカス』（原題 Spartacus: Blood and Sand、2010年） - 主演：アンディ・ホイットフィールド
- 『スパルタカス ゴッド・オブ・アリーナ』（原題　Spartacus: Gods of the Arena、2011年） - 主演：ダスティン・クレア（ガンニクス役）、ジョン・ハナー（バティアトゥス（英語版）役）

2010年のテレビドラマの前日譚、スパルタカス役のアンディ・ホイットフィールドは最終回に声のみ出演し、2011年9月に死去。
- 『スパルタカスII』（原題　Spartacus: Vengeance、2012年） - 主演：リアム・マッキンタイア

2010年のテレビドラマ・シリーズの続編。
- 『スパルタカスIII　ザ・ファイナル』（原題　Spartacus: War of the Damned、2013年）- 主演：リアム・マッキンタイア

2010年、2012年のテレビドラマ・シリーズの続編。
音楽
- 『スパルタカス』（1975年、トリアンヴィラート）
- 交響詩『スパルタクス』（1988年、ヤン・ヴァン・デル・ロースト）

ミュージカル
- 『スパルタカス』（1992年） - 主演：安寿ミラ、作・演出：小原弘稔